# Paul Holmes

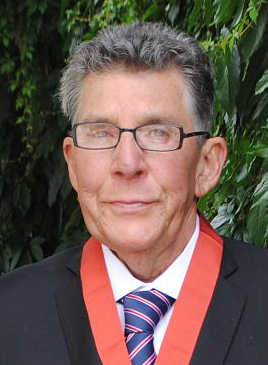

Paul Scott Holmes KNZM CNZM (Hawkes Bay, Nueva Zelanda, 29 de abril de 1950 - Hawkes Bay, Nueva Zelanda, 1 de febrero de 2013) fue un locutor de radio y televisión en Nueva Zelanda.
Holmes presentaba todos los sábados por la mañana su programa de radio Newstalk ZB, por 23 años. Fue calificado el número uno en la radio por largo tiempo. Realizó un programa de actualidad llamado Holmes en Television New Zealand desde 1989 hasta 2004 a las 19:00 y en 2005 un programa semanal de corta duración en la televisora Prime.
Holmes también fue presentador de This Is Your Life desde 1996 a 2000 y desde 2010 hasta 2011. A partir de 2009, fue anfitrión del programa de entrevistas políticas de TVNZ Q+A, los domingos por la mañana. En 2012 se retiró por problemas de salud y murió el 1 de febrero de 2013.